# Султанех, Реза-Кули Низам аль
Реза-Кули Низам аль-Султанех (перс. رضاقلی نظام‌السلطنه‎; 1868 — 1925, Тегеран) — иранский военный и государственный деятель, влиятельный человек при Ахмад-шахе.

## Биография
Занимал пост чиновника при Каджарской династии. Также был наместником в Керманшахе.
Во время Первой мировой войны сформировал в Керманшахе правительство в изгнании, фактически объявив о независимости от Тегерана, и, при поддержке Германии и Османской империи, выступил против Великобритании и России. В ответ на это шахское правительство конфисковало все его имущество и выслало из страны. Он вновь получил разрешение на въезд только после того, как преподнес дары Ахмад шаху. 
В последние годы жизни был наместником в Хорасане.
Умер в Тегеране, оставив много имущества в западной части города.